# گلیفوسات
گلیفوسات (به فرانسوی: Glyphosate) یک ترکیب شیمیایی با شناسه پاب‌کم ۳۴۹۶ است. شکل ظاهری این ترکیب، پودر بلورین سفید است.
گلیفوسات (N - (phosphonomethyl) گلایسین علف کش سیستمیک برای کنترل علف‌های هرز، به ویژه علف‌های هرز پهن برگ سالانه و علف‌های شناخته شده برای محصولات باغی وزراعی رشد در سراسر جهان است.
توسط شیمیدان جان ای. فرانتس در شرکت مونسانتو آمریکا در سال ۱۹۷۰ کشف واختراع شد.
شرکت مونسانتو در دههٔ ۱۹۷۰ این محصول را تحت نام تجاری " راندآپ " به بازار ارائه نمود که ثبت اختراع مرتبط تا سال ۲۰۰۰ اعتبار داشت.
مرکز جهانی تحقیقات سرطان از تاریخ ۲۰ مارس ۲۰۱۵ این ماده را در رده مواد با احتمال سرطان‌زایی قرار داده‌است.
در تاریخ ۱۰ اوت ۲۰۱۸ دادگاهی در سان‌فرانسیسکو شرکت مونسانتو را محکوم به پرداخت ۲۹۰ میلیون دلار به لی جانسون باغبان مبتلا به سرطان کرد.